# Брюк, Герман
Герман Александр Брюк (нем. Hermann Alexander Brück; 15 августа 1905 — 4 марта 2000) — британский астроном, королевский астроном Шотландии в 1957—1975 годах.

## Биография
Родился в Берлине. Получил образование в Кильском, Боннском и в Мюнхенском университете. С самого начала научной деятельности интересы Брюка лежали в области астроспектроскопии. Г. Брюк получил степень Ph.D в Мюнхене в 1928 году, свою докторскую диссертацию по волновой механике кристаллов он выполнил под руководством профессора Арнольда Зоммерфельда.
По окончании Мюнхенского университета Брюк по приглашению своего друга А. Унзольда начал работать в астрофизической обсерватории в Потсдаме. Во время работы в обсерватории Брюк принимал участие в работе физического коллоквиума в Берлинском университете имени Гумбольдта, участниками которого были Макс фон Лауэ, Альберт Эйнштейн и астроном Вальтер Гротриан. После прихода к власти нацистов Брюк в 1936 году покинул Германию и сначала работал ассистентом в обсерватории Ватикана, а в 1937 году переехал в Великобританию, где устроился в Кембриджский университет и вошёл в круг сотрудников Артура Эддингтона. Через некоторое время Брюк стал заместителем директора университетской обсерватории и создал студенческое астрономическое общество, способствовавшее карьере многих астрономов.
В 1947 году по приглашению президента Ирландии Имона де Валера Брюк переехал в Дублин, чтобы организовать работу Дансинкской обсерватории, входившей в состав Дублинского института передовых исследований. В 1950 году на базе Дансинкской обсерватории под эгидой Ирландской королевской академии состоялось первое заседание Королевского астрономического общества, а в 1955 году Международный астрономический союз (МАС) провёл свой очередной съезд в Дублине. На съезде МАС было продемонстрировано оборудование для фотометрических исследований, разработанное М. Д. Смитом, который был студентом Брюка в Кембридже, а также работы по ультрафиолетовой солнечной спектроскопии, которые позволили расширить Утрехтский атлас и входили в состав пересмотренных таблиц солнечного спектра Роулэнда. Жена Брука, доктор Мэри Брюк, была ведущим сотрудником в этих исследованиях.
В 1957 году Брюк перешёл на работу в университет Эдинбурга, где занял должность директора Эдинбургской обсерватории, что означало и замещение номинальной должности Королевского астронома Шотландии. Благодаря энергичному руководству Брюка Эдинбургская обсерватория стала авторитетным международным центром астрономических исследований. Брюк сформировал команду астрономов и инженеров, которая разработала аппаратуру для автоматизированного сканирования фотографий звёздных и межгалактических объектов. Эта технология позволила сократить время получения спектра объектов до нескольких минут, в то время как ранее для этого требовалось несколько месяцев. Команда Брюка также разработала технологии для удалённой работы телескопов. За время своего пребывания в Эдинбурге Брюк создал студенческое астрономическое общества и открыл ему доступ в обсерваторию. Некоторое время Брюк был деканом факультета естественных наук Эдинбургского университета.
Брюк вышел в отставку в 1975 году. В это время его жена и коллега Мэри Брюк инициировала исследование по истории астрономии девятнадцатого века, результатом которого стала публикация книг о Чарлзе Пьяцци Смите, одном из предшественников Брюка и книги по истории эдинбургской астрономии, а также статьи об обсерватории лорда Кроуфорда в Данехте, которая способствовала возрождению в XIX веке Королевской обсерватории в Эдинбурге. Герман Брюк — в числе подписавших «Предупреждение учёных человечеству» (1992).
На протяжении всей своей карьеры Брюк являлся членом Папской академии наук. Он также был членом Ирландской королевской академии (1948), Академии наук и литературы в Майнце (1955), Королевского общества Эдинбурга (1958).
CBE (1966). Почётный доктор Ирландского национального (1972) и Сент-Эндрюсского (1973) университетов.
В 2014 году в его честь был назван астероид (10737) Брюк.

## Публикации
- Hermann Brück Die Sterne Monatsschrift für alle Gebiete der Himmelskunde (Johann Ambrosius Barth Vlg., Leipzig, 1933)
- Hermann A. Brück The Story of Astronomy in Edinburgh from its beginning until 1975 (Edinburgh University Press, 1983)
- Hermann A. Brück and Mary T. Brück Peripatetic Astronomer, The: Life of Charles Piazzi Smyth (Institute of Physics Publishing, Bristol, United Kingdom, 1988)